# Maj Jacobsson
Maj Jacobsson, senast folkbokförd Maj Inga Katarina Widlund, född 25 november 1909 i Stockholm, död 31 januari 1996 i Stockholm, var en svensk friidrottare (sprinter, häcklöpare och längdhoppare). Hon tävlade för klubbarna Stockholms Kvinnliga Bandyklubb (år 1929) och IK Göta (år 1930). 
Hon var gift med Eivar Widlund (1906–1968), deras dotter är sångerskan Ann-Cathrine Widlund (f. 1938).

## Meriter
1930 förbättrade Jacobsson världsrekordet i häcklöpning 80 m den 2 september vid tävlingar i Stockholm
Vid den III.e damolympiaden 1930 i Prag tog hon guldmedalj i 80 meter häcklöpning. Hon utsågs år 1948 retroaktivt till Stor grabb/tjej nummer 130. 

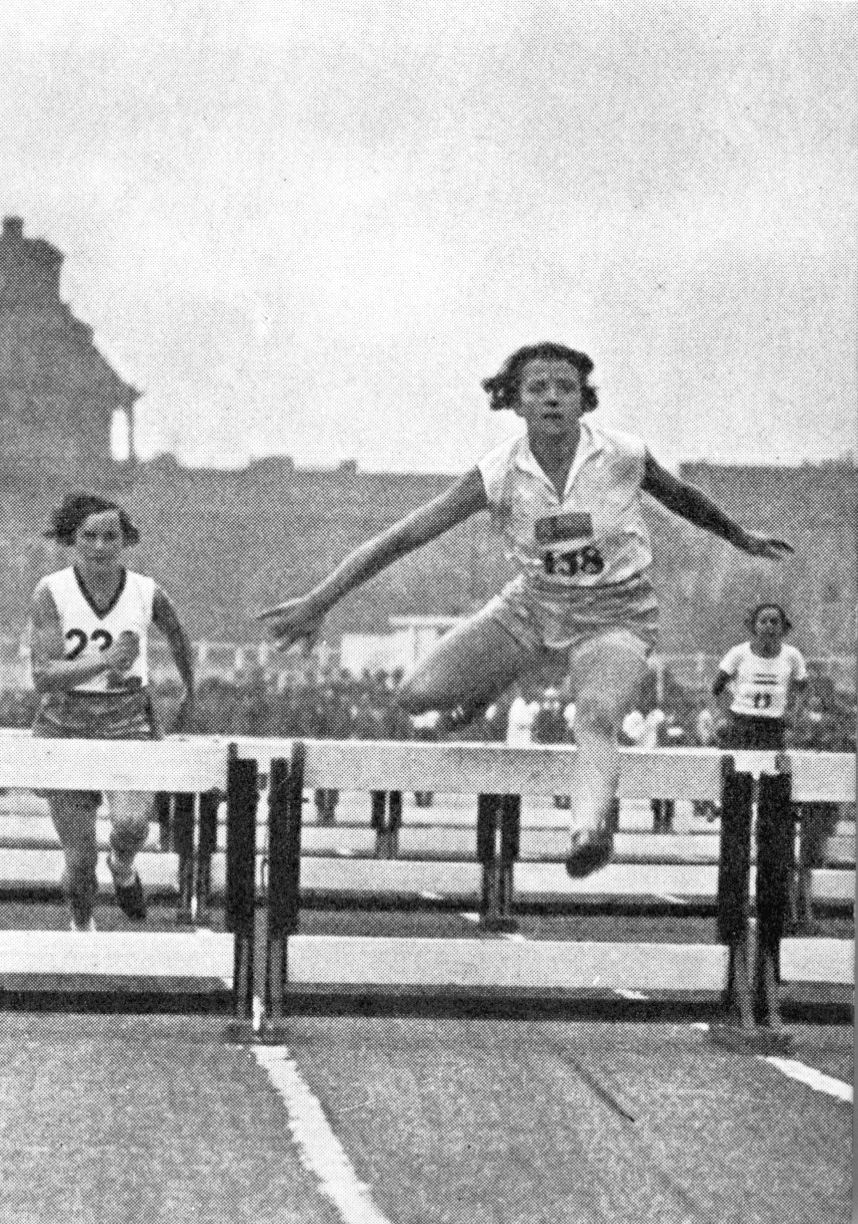
Vinner 80 meter häck vid Internationella kvinnospelen 1930